# Bremenports
Die bremenports GmbH & Co. KG (Eigenschreibung: bremenports) ist die privatrechtlich organisierte Hafenmanagementgesellschaft Bremens mit Sitz in Bremerhaven. Die Gesellschaft befindet sich zu 100 % im Besitz der Stadtgemeinde Bremen. Sie ist zuständig für die Entwicklung, den Ausbau und die Instandhaltung der Bremer Häfen und der Häfen in Bremerhaven. Ihre Aufgaben reichen von der Vermarktung der Infrastruktur der Häfen über die Steuerung und Koordination von Großprojekten und der Bauunterhaltung bis hin zum Marketing für den Hafen- und Logistikstandort Bremen/Bremerhaven.

## Geschichte und Aufgaben
Das Unternehmen wurde 2002 von der Stadt (nicht dem Land) Bremen gegründet, um das Hafenmanagement zu bündeln. Es beschäftigt aktuell 373 Mitarbeiter. Der Sitz der Gesellschaft befindet sich in Bremerhaven im Atlantik Hotel Sail City, sie unterhält eine Zweigniederlassung in Bremen.
Zu den Aufgaben zählen der Hafenbau, die Instandhaltung, der Anlagenbetrieb (Schleusen, Brücken, Sperrwerke, Telekommunikation), das Liegenschaftsmanagement und das Standortmarketing. Die Kajenlänge der verwalteten Hafengruppe Bremen/Bremerhaven beträgt fast 34 Kilometer. Die Bremische Hafeneisenbahn weist eine Gleislänge von 250 Kilometern auf.
Der Gesamtumschlag beträgt 70 Mio t.
Die Maritime Woche an der Weser wird unter anderem von Bremenports organisiert.
Von der zuständigen Senatsbehörde des Landes Bremen wurde bremenports mit dem Hochwasserschutz und der Deichunterhaltung an der Weser in Bremerhaven beauftragt. Die etwa 22 km lange Hochwasserschutzlinie erstreckt sich von der Landesgrenze im Süden auf der Luneplate bis zur Landesgrenze im Norden in Weddewarden.

## Geschäftsführung
Geschäftsführer der Hafenmanagement-Gesellschaft ist Robert Howe.

## Mitgliedschaften
- Zentralverband der deutschen Seehafenbetriebe e.V.[6]